# دافي دودز
دافي دودز (بالإنجليزية: Davie Dodds)‏ (23 سبتمبر 1958 بدندي في المملكة المتحدة - ) هو لاعب كرة قدم بريطاني في مركز الهجوم. شارك مع منتخب اسكتلندا لكرة القدم. أما مع النوادي، فقد لعب مع دندي يونايتد ونادي أبردين ونادي رينجرز ونادي نوشاتل زاماكس ونادي اربوراث.

## وصلات خارجية
- دافي دودز على موقع الاتحاد الإسكتلندي (الإنجليزية)
- دافي دودز على موقع قاعدة بيانات كرة القدم.إي يو (الإنجليزية)